# Zeitspende
Die Zeitspende ist eine Art zu spenden und bezeichnet die Leistung und Investition von Zeit (meist mit Arbeitscharakter) ohne entsprechende Entlohnung. Der Begriff weist darauf hin, dass es neben Geldspenden oder Sachspenden eben auch die Zeitspende gibt. Oftmals wird eine Zeitspende im Rahmen ehrenamtlicher Arbeiten oder pro bono Tätigkeiten erbracht.
Informeller Zeitaufwand außerhalb bezahlter Arbeit – und sei es ein Mehraufwand in der Arbeitszeit wie in kollegiale Hilfe etc. – ist schwer zu definieren. Zeit zu verschenken, weil man selbst zu tun haben will, ist in Zeiten hoher Arbeitslosigkeit häufiger.
Der Begriff wurde in die sozialwissenschaftliche Literatur eingeführt mit den Versuchen, das Ausmaß zivilgesellschaftlichen Engagements, zu dem das ehrenamtliche Engagement gehört, aber eben auch reine Geldspenden, zu messen. Daneben gibt es eine Diskussion, ob nicht die Zeitspende hinsichtlich Absetzbarkeit von der Steuer mit der Geldspende gleichgestellt werden sollte. Diese Frage stellt sich beispielsweise auch, wenn pro bono Dienstleistungen auf hohem Niveau gewährt werden.
In Deutschland gilt: wer aufgrund bestimmter Tätigkeiten einen Anspruch auf Zahlung von Aufwandsentschädigungen erwirbt, darauf aber gegen Ausstellung entsprechender Spendenquittungen verzichtet, kann diese Beträge unter bestimmten Bedingungen jeweils innerhalb entsprechender Freibeträge von der Steuer absetzen („Aufwandsspende“). Dabei können verschiedene Arten von Aufwandsentschädigungen nebeneinander zum Tragen kommen, z. B. sowohl eine Ehrenamtspauschale als auch eine Übungsleiterpauschale, sofern es sich um verschiedene, voneinander abgrenzbare Tätigkeiten handelt. Zum 1. Januar 2015 konkretisierte und verschärfte das Bundesfinanzministerium die Bedingungen für eine Aufwandsspende: Jeder Aufwandsersatzanspruch muss gesetzlich vorgegeben oder entweder in der Satzung begründet oder durch schriftliche Einzelvereinbarung festgelegt sein, und zwar bereits vor der zum Aufwand führenden Tätigkeit, zudem muss der Verzicht zeitnah schriftlich festgelegt werden (innerhalb von drei Monaten nach Entstehung des Anspruchs bzw. bei einer regelmäßigen Tätigkeit alle drei Monate) und der Zuwendungsempfänger muss zum Zeitpunkt der Einräumung des Anspruchs und zum Zeitpunkt des Verzichts wirtschaftlich in der Lage sein, die eingegangene Verpflichtung zu erfüllen.